# Rogério Vieira (produtor musical)
Rogério da Rocha Vieira, conhecido como Rogério Vieira (Rio de Janeiro, 22 de julho de 1971), é um produtor musical brasileiro que trabalha com músicos e cantores do meio da música evangélica no Brasil.
Iniciou sua carreira colaborando com o cantor Carlinhos Felix, após a saída do músico do Rebanhão, e ganhou mais notoriedade trabalhando em registros pentecostais e congregacionais nos segmento religioso. Trabalhou com diferentes artistas, como Aline Barros, Rayssa & Ravel, Comunidade Evangélica Internacional da Zona Sul, Eyshila, Anderson Freire, Kleber Lucas, Cristina Mel e Alda Célia.

## Discografia
- 1993: Basta Querer - Carlinhos Felix[5] (arranjos, teclado)
- 1996: Ventos de Avivamento - Comunidade Evangélica Internacional da Zona Sul (produção musical, arranjos)
- 1997: Libertador - Cláudio Claro (produção musical, arranjos)
- 1998: Rompendo em Fé - Comunidade Evangélica Internacional da Zona Sul (produção musical, arranjos)
- 1998: Meu Maior Prazer - Kleber Lucas (produção musical)
- 1999: Com Muito Louvor - Cassiane[6] (teclado)
- 1999: Palavras - Lauriete[7] (teclado)
- 1999: Deus Cuida de Mim - Kleber Lucas (produção musical e arranjos)
- 2000: Aviva - Marina de Oliveira (produção musical, teclado, loops)
- 2001: Tudo Por Você - Cristina Mel (produção musical, arranjos)
- 2001: Um Novo Coração - Jozyanne (teclados e piano)
- 2001: Recompensa - Cassiane (pianos, teclados e loops)
- 2002: Tua Unção - Ministério Nova Jerusalém (produção musical, arranjos)
- 2002: Um Novo Cântico - Marina de Oliveira (arranjos, teclado)
- 2003: Eternamente - Cristina Mel[8] (produção musical, arranjos)
- 2003: Na Casa de Deus - Eyshila (produção musical, arranjos)
- 2003: Som do Céu - Jozyanne (teclados e piano)
- 2003: Um Grande Amor - Marcelo Crivella (teclados)
- 2003: A Cura - Cassiane (teclados)
- 2003: Tudo Diferente - Suelen de Jesus (produção musical, arranjos)
- 2004: Pérola - Elaine de Jesus (piano, teclados)
- 2004: Som de Adoradores - Aline Barros[9] (produção musical, arranjos)
- 2004: Geração de Apaixonados - Comunidade Evangélica Internacional da Zona Sul (produção musical, arranjos)
- 2005: Momento de Deus - Andrea Fontes (produção musical, arranjos)
- 2005: Deus nos Escolheu - Elaine de Jesus e Alexandre Silva[10] (produção musical, arranjos)
- 2005: Terremoto - Eyshila (produção musical, arranjos)
- 2005: As Canções da Minha Vida: 15 Anos Ao Vivo - Cristina Mel (produção musical, arranjos)
- 2005: Espero em Ti - Jozyanne (produção musical, arranjos)
- 2006: Collection - Ao Vivo 10 Anos - Eyshila (produção musical, arranjos)
- 2006: Sala do Trono - Elaine de Jesus (produção musical, arranjos)
- 2006: 10 anos - Comunidade Evangélica Internacional da Zona Sul (produção musical, arranjos)
- 2006: Mais Que Vencedores - Rayssa e Ravel (produção musical, arranjos)
- 2007: Até Tocar o Céu - Eyshila[11] (produção musical, arranjos)
- 2007: Caminho de Milagres - Aline Barros[12] (produção musical, arranjos)
- 2007: O Teu Querer - Bruna Melo (produção musical, arranjos)
- 2007: O Novo de Deus - Ministério Sarando a Terra Ferida (produção musical, arranjos)
- 2008: Futuro - Banda Giom (produção musical, arranjos)
- 2008: A Chave - Pamela[13] (produção musical, arranjos)
- 2008: Permíteme - Marina de Oliveira (produção musical, arranjos)
- 2008: Confiarei - Comunidade Evangélica Internacional da Zona Sul (produção musical, arranjos)
- 2008: Mergulhar - Liz Lanne (produção musical, arranjos)
- 2008: Transparência - Elaine de Jesus (produção musical)
- 2008: Superação - Léa Mendonça (produção musical, arranjos)
- 2008: Como Você Nunca Viu - Rayssa e Ravel (produção musical, arranjos)
- 2008: Eu Não Vou Parar - Marina de Oliveira (produção musical, arranjos, teclado)
- 2008: Aline Barros no Maracanãzinho: Caminho de Milagres - Aline Barros (produção musical, arranjos)
- 2009: Ame Mesmo Assim - Cristina Mel[14] (produção musical, arranjos)
- 2009: Livre (Free) - Suelen de Jesus (produção musical, arranjos)
- 2009: Canções do Espírito - Alda Célia (produção musical, arranjos)
- 2009: Tempo Favorável - Ministério Sarando a Terra Ferida (produção musical, arranjos)
- 2009: Cenário de Vitória - Shirley Carvalhaes (produção musical, arranjos e pianos)
- 2010: Clube da Cristina Mel - Cristina Mel (produção musical, arranjos)
- 2010: Coroa de Justiça - Banda Giom (produção musical, arranjos)
- 2010: Pimentas do Reino - Henrique Cerqueira (produção musical, arranjos)
- 2010: Na Extremidade - Marina de Oliveira (produção musical, arranjos, teclado)
- 2010: Ritmo e Poesia - Pamela (produção musical, arranjos)
- 2010: O Tempo - Ariely Bonatti[15] (produção musical, arranjos)
- 2010: Agir de Deus - Wilian Nascimento[carece de fontes?](produção musical, arranjos)
- 2010: Fogo e Unção - Flordelis (produção musical, arranjos)
- 2011: Recordações - Léa Mendonça[carece de fontes?](produção musical, arranjos)
- 2011: Vivo Pra Ti - Betânia Lima (produção musical, arranjos)
- 2011: Crucificando Meu Eu - Ministério Sarando a Terra Ferida (produção musical, arranjos)
- 2011: Milagres da Adoração - Léa Mendonça[16] (produção musical, arranjos)
- 2011: Minha Conquista - Ariely Bonatti[17] (produção musical, arranjos)
- 2011: Na Tua Memória - Pedras Vivas (produção musical, arranjos)
- 2011: Aline Barros & Cia 3 - Aline Barros (produção musical, arranjos)
- 2011: Clareia - Elyssa Gomes (produção musical, arranjos)
- 2012: Questiona ou Adora - Flordelis (produção musical, arranjos)
- 2012: Do Outro Lado - Andrea Fontes (produção musical, arranjos)
- 2012: Levanta Tua Voz - Willian Nascimento (produção musical, arranjos)
- 2012: Santo - Leandro Vinícius (produção musical, arranjos)
- 2012: Graça - LC21 (produção musical, arranjos)
- 2012: Vivendo o Impossível - Ministério Sarando a Terra Ferida (produção musical, arranjos)
- 2012: Clube da Cristina Mel 2 - Cristina Mel (produção musical, arranjos)
- 2012: Profeta da Esperança - Kleber Lucas[18] (produção musical)
- 2013: Nada é Impossível - Quatro por Um (produção musical, teclado)
- 2013: História de Adorador - Lília Paz (produção musical, arranjos)
- 2013: Profetizando Vida - Léa Mendonça[19] (produção musical, arranjos)
- 2013: Eu Respiro Adoração - Cristina Mel (produção musical, arranjos)
- 2013: Vento de Adoração - Lilian Lopes (produção musical, arranjos)
- 2013: A Fonte - Marcelo Dias e Fabiana (produção musical, arranjos)
- 2013: O que Deus Fez por Mim - Rayssa e Ravel (produção musical, arranjos)
- 2014: Fazendo a Diferença - Cristina Mel (produção musical, arranjos)
- 2015: Além do Natural - Ramona Salles (produção musical, arranjos)
- 2015: Lord of The Universe - Lilian Holmes (produção musical, arranjos)
- 2016: Gálbano - Gálbano (produção musical, arranjos)
- 2016: Transportando a Glória - Lucely Uchôa (produção musical, arranjos)
- 2016: Obra Prima - Damares (produção musical, arranjos)
- 2016: Eterno Amor - Lilian Lopes (produção musical, arranjos)
- 2016: Inédito de Deus - Geraldo Guimarães (produção musical)
- 2017: Ao Som da Adoração - Lívia Mello (produção musical, arranjos)
- 2017: Diante da Tua Glória - Tiago Peres (produção musical, arranjos)
- 2017: Adorar - Elias de Souza (produção musical, arranjos)
- 2017: Traga o Céu Pra Mim - LC21 (produção musical, arranjos)
- 2017: Basta Acreditar - Sarah Beatriz (produção musical, arranjos)
- 2017: Nada Tira o Meu Olhar - Thiago Godoi (produção musical, arranjos)
- 2017: É Só Crer - Kelly Benigno (produção musical, arranjos)
- 2018: Trono - Alda Célia (produção musical, arranjos)
- 2018: Deus é Comigo - Lilian Lopes (produção musical, arranjos)
- 2018: Tua Presença - Catarina Santos (produção musical, arranjos)
- 2019: Um Novo Tempo - Gabriel Almeida (produção musical, arranjos)
- 2019: Esperança - Gálbano (produção musical, arranjos)
- 2019: Um Novo Tempo - Ravel[20] (produção musical, arranjos)
- 2020: Tua Graça - Kelly Benigno (produção musical, arranjos)
- 2022: Vestígios - Jayana Moreira (produção musical, arranjos)
- 2022: É Hoje - Sophia Vitória (produção musical, arranjos)
- 2022: Diferente - Samuel Miranda (produção musical, arranjos)
- 2022: Promessas - Ariel Couto (produção musical, arranjos e pianos)